# 쉬 크리처
《쉬 크리처》(Mermaid Chronicles Part 1: She Creature) 또는 《식인 인어》, 《인어의 유혹》은 미국에서 제작된 세바스찬 구티에레즈 감독의 2001년 판타지, 공포, 스릴러 영화이다. 루퍼스 스웰 등이 주연으로 출연하였고 루 아코프 등이 제작에 참여하였다.

## 줄거리
1905년, 아일랜드섬에서 두 명의 카니인 앵거스 쇼와 그의 불임 아내 릴리가 공연 중 울리치 씨를 만난다. 그는 인어가 등장한다는 소식을 듣고 릴리가 인어를 흉내내는 것임을 알고 안도한다. 그들은 울리치 씨를 집까지 태워다주는데, 그는 인어 사람들과 인어에 대한 목격담 문서를 보여주고, 그들이 보름달 동안 인간 형태로 변할 수 있다고 설명하며, 자신이 제독 시절에 사로잡아 아내를 죽인 실제 인어를 공개한다. 울리치 씨는 앵거스에게 그녀를 기형쇼 구경거리로 삼지 말라고 경고한다.
앵거스와 그의 동료인 베일리와 기포드는 밤에 울리치 씨의 집에 침입하지만 붙잡힌다. 몸싸움 중 울리치 씨는 심장마비로 사망하고, 앵거스와 일행은 인어를 납치하여 배에 몰래 태운다. 릴리는 이 생각에 반대한다. 미국으로 가는 항해 중에 인어는 릴리에게 호감을 보이는 듯하다.
바다에서 일행의 어느 저녁, 릴리는 술 취한 선원 마일스에게 괴롭힘을 당한다. 마일스는 릴리가 매춘부 메리 앤으로 일하던 시절의 전 고객이었다. 밤에 릴리는 예언적인 악몽을 꾼다. 인어는 탈출을 시도하다가 배의 그물에 얽힌 채 발견된다. 그녀를 다시 탱크에 넣자, 그녀는 마일스의 반지를 뱉어내고 릴리는 그녀가 자신을 위해 마일스를 죽이고 잡아먹었음을 깨닫는다. 릴리는 앵거스에게 이를 설명하려 하지만 그는 무시한다. 앵거스는 그들이 인어를 산 것이 아니라 납치했으며 울리치 씨를 죽일 의도는 없었다고 인정한다.
앵거스와 릴리가 사랑을 나누는 동안 인어가 릴리에게 빙의하고 릴리는 앵거스를 죽이려 한다. 릴리는 정신을 차린다. 인어가 더 큰 해를 끼칠까 봐 걱정한 릴리는 그녀를 풀어주려 하지만 베일리에게 붙잡히고 베일리는 인어에게 살해당한다. 아내의 정신 상태를 걱정한 앵거스는 릴리를 방에 가둔다. 릴리는 불임임에도 불구하고 자신이 임신했음을 깨닫는다. 그녀는 사망한 테레사 울리치 부인의 일기를 읽고, 인어가 성교 중에 여성에게 빙의하여 불임인 여성에게 임신할 수 있게 한다는 자신의 걱정을 확인한다. 릴리는 탈출하여 보름달 때문에 인간 형태로 변한 겁에 질린 인어를 만난다. 릴리는 그녀를 위로하지만, 릴리가 기절하는 순간 일행에게 붙잡힌다. 릴리는 정신을 차리자 앵거스에게 자신이 임신했다고 설명하지만 그는 이를 그녀의 병 증세로 치부한다.
일행은 앵거스가 개입하기 전에 인어를 격렬하게 괴롭힌다. 앵거스와 기포드는 던 선장과 상황을 논의하는데, 던 선장은 인어가 자신을 조종하여 의지와 상관없이 행동하게 만들었다고 고백한 후 자살한다. 폭풍이 그들을 덮치고 그들은 인어의 고향인 금지된 섬에 접근한다. 일행은 포로가 배를 통제하고 그들을 항로에서 벗어나게 했음을 깨닫는다. 인어는 자신의 진정한 괴물 형태인 둥지의 여왕임을 드러내고 남은 일행을 자신의 종족에게 먹일 의도를 밝힌다. 일행은 그녀와 싸우지만, 릴리만 살아남고 모두 죽임을 당한다.
2주 후, 릴리는 지나가는 배의 선원들에게 구조된다. 인어에 대한 존중으로 그녀는 그들의 질문에 답하기를 거부한다. 릴리는 인어의 눈을 닮은 딸과 평화롭게 산다.

## 출연

### 주연
- 루퍼스 스웰
- 칼라 구기노

### 조연
- 짐 피독
- 르노 윌슨
- 핀탠 맥키원

## 기타
- 공동제작: 브라이언 J. 길버트
- 공동제작: 데이빗 S. 그레이트하우스
- 라인프로듀서: 스티브 엑클신
- 미술: 제리 플레밍
- 의상: 줄리아 쉬클레어
- 배역: 쉘리아 자프
- 배역: 조지안느 워큰
- 배역: 에드 미첼
- 배역: 브루스 H. 뉴버그